# Meštrevac
Meštrevac je naseljeno mjesto u općini Foči, Republika Srpska, BiH. Nalazi se uz granicu s Crnom Gorom. Donji Meštrevac je u BiH, a Gornji Meštrevac u Crnoj Gori.
Godine 1962. godine pripojena mu je Vranovina (Sl.list NRBiH, br.47/62).

## Stanovništvo
| Narod     | Popis 1961. | Popis 1971. | Popis 1981. | Popis 1991. |
| --------- | ----------- | ----------- | ----------- | ----------- |
| Hrvati    |             | 1           |             |             |
| Muslimani |             |             |             |             |
| Srbi      | 360         | 404         | 282         | 208         |
| ostali    | 40          | 2           | 16          |             |
| Ukupno    | 400         | 407         | 301         | 208         |